# Cathédrale de l'Immaculée-Conception de Monterrey
Pour les articles homonymes, voir Cathédrale de l'Immaculée-Conception.
La cathédrale de l'Immaculée-Conception est le siège métropolitain de l'archidiocèse de Monterrey au Mexique. Elle est située dans le vieux quartier de Monterrey, capitale de l'État de Nuevo León. Construite entre 1705 et 1791, elle est dédiée à l'Immaculée Conception de la Bienheureuse Vierge Marie et elle est devenue cathédrale en 1777 à l'érection du nouveau diocèse.

## Architecture
L'édifice comprend une nef centrale en forme de croix latine flanquée de chapelles latérales. Le vaisseau a des voûtes d'arête et il est surmonté d'une coupole à base octogonale. L'intérieur est sobre et éclectique dans un mélange de style néoclassique et baroque. La façade est nettement baroque. Le maître-autel du chœur se trouve devant un retable en argent repoussé.

## Illustrations

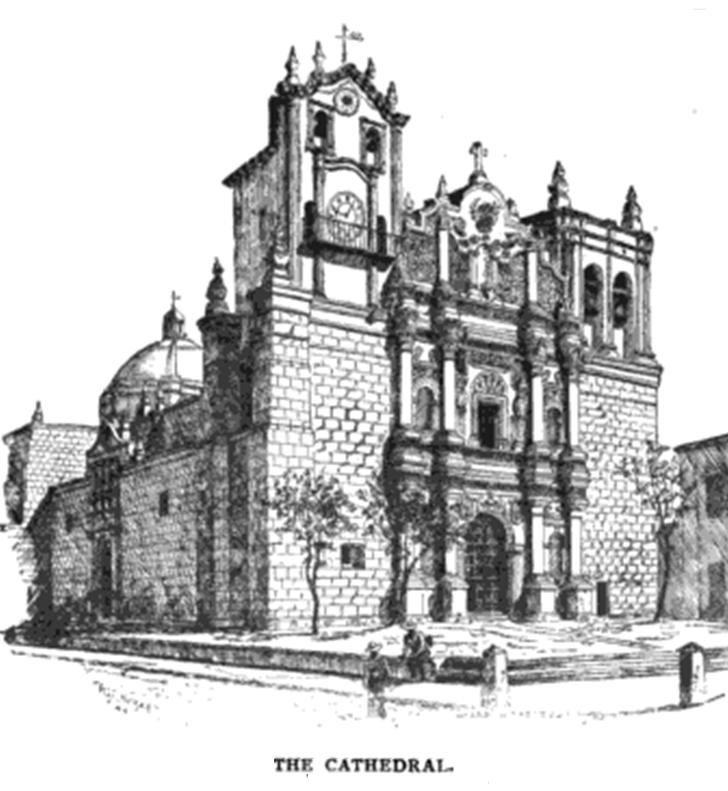
Gravure de Frederick Albion Ober, 1884.
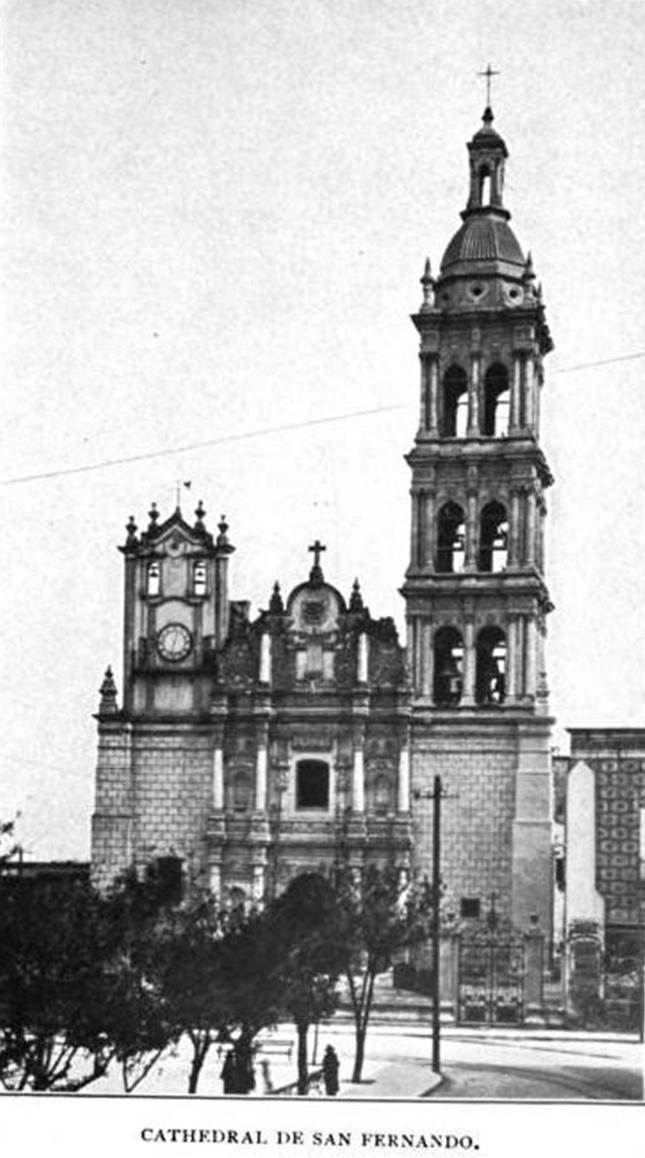
Photographie de 1904.
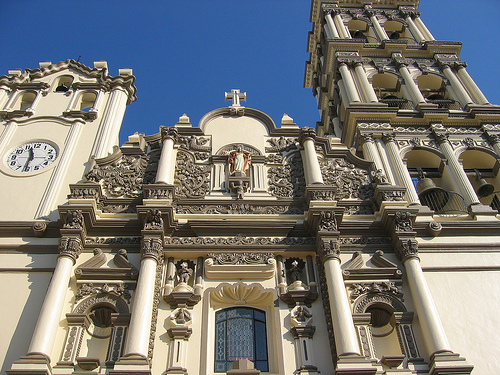
Façade.
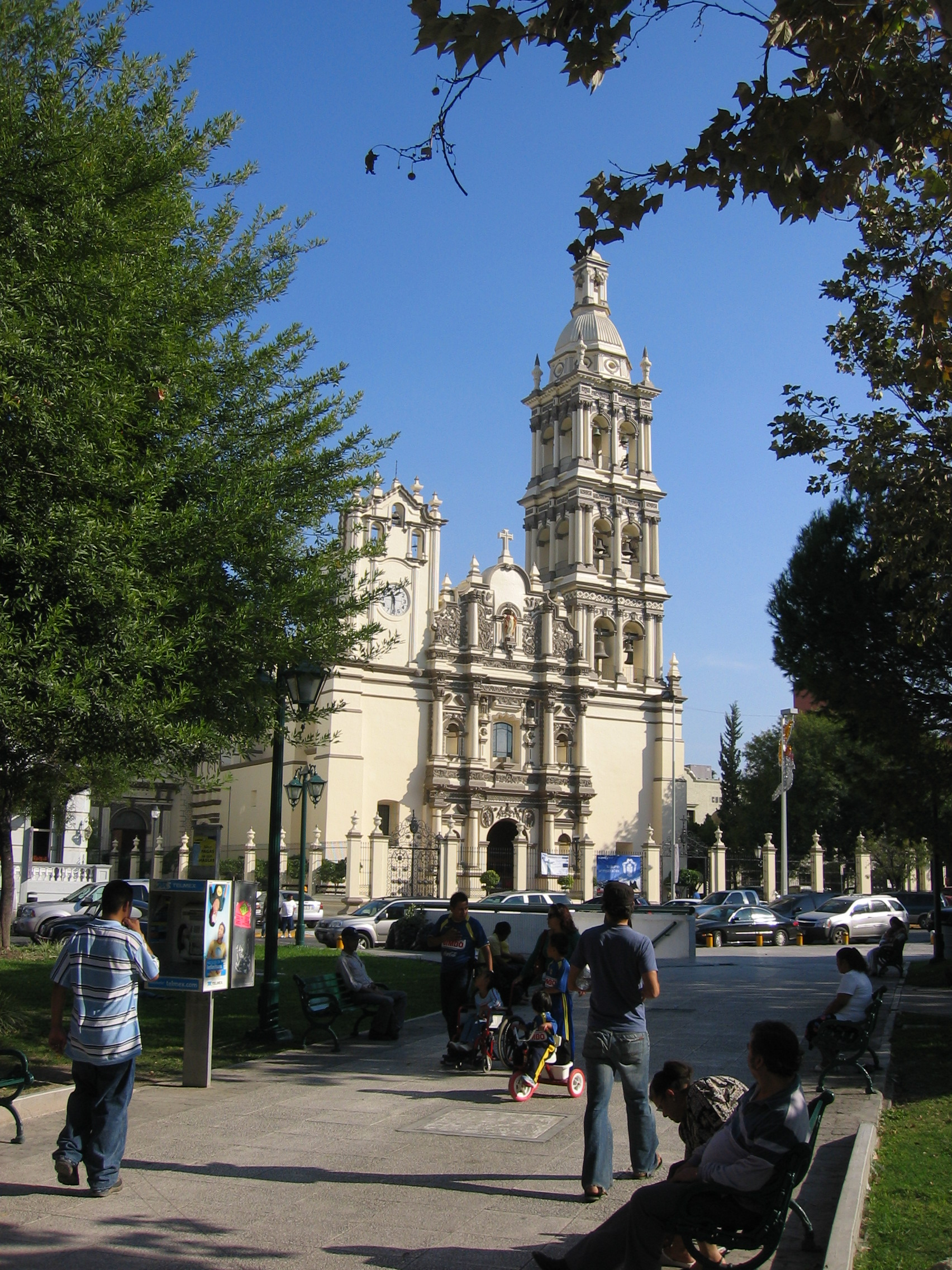
Photographie à partir du square.